# آنا وینتور
آنا وینتور (انگلیسی: Anna Wintour؛ زادهٔ ۳ نوامبر ۱۹۴۹) روزنامه‌نگار و ویراستار اهل بریتانیا است. وی از سال ۱۹۸۸ سردبیر مجله وگ و از ۲۰۱۳ کارگردان هنری کوندی نست بوده‌است.